# 有賀誠門
有賀 誠門（あるが まこと、1937年1月5日 - ）は、日本の打楽器奏者。元NHK交響楽団首席奏者、東京藝術大学名誉教授。

## プロフィール
長野県東筑摩郡塩尻町（現塩尻市）出身。長野県桔梗ヶ原高等学校を卒業後、東京藝術大学音楽学部に入学しティンパニーを専攻。1958年NHK交響楽団に入団しパーカッションを担当、1960年東京パーカッションアンサンブル設立。1963年から翌年までニューイングランド音楽院に留学。1976年退団後、母校助教授。1993年同教授に就任。アメリカ・スタイルの日本を代表するティンパニ奏者といわれる。

## 入賞
- 1954年：吹奏楽個人コンクール第1位
- 1977年：芸術祭賞優秀賞